# Domo A
Domo A o domo Argus  es el nombre del punto más elevado de la meseta Antártica. Este domo de hielo se ubica a 1200 km de la costa más cercana, a mitad de camino del polo sur geográfico y las nacientes del colosal glaciar Lambert.
Un domo de hielo es el componente principal de un casquete glacial o de un glaciar de casquete, y se desarrolla simétricamente en forma de parábola convexa sobre una masa terrestre.
El domo A no es una montaña, sino que una planicie cuyo punto más alto se eleva a 4093 m s. n. m. En realidad el domo A es la cumbre de la masa constituida por el casquete de hielo de la Antártida Oriental, debido a su elevación; tal cumbre de hielo es considerada la mayor de su tipo y la más alta eminencia en la Antártida Oriental.
Se considera que es el lugar naturalmente más frío de la superficie terrestre con temperaturas próximas a los -90 °C. El 10 de agosto de 2010 se registró allí una temperatura récord de -93,2 °C en una cresta entre los domos Argus y Fuji.
En enero de 2005 un equipo de la Expedición Nacional de Investigación Antártica China (CHINARE) recorrió 1228 km desde la Base Zhongshan hasta el domo A y el 18 de enero localizó con GPS el punto más alto de la capa de hielo a 4093 m sobre el nivel del mar (80°22′S 77°21′E / -80.367, 77.350). Este punto está cerca de un extremo de una cresta alargada (unos 60 km de largo y 10 km de ancho), que es una importante división de hielo y tiene una diferencia de elevación a lo largo de su longitud de unos pocos metros. Se desplegó una estación meteorológica automática (AWS) en el domo A, y se instaló una segunda estación aproximadamente a mitad de camino entre la cumbre y la costa en un sitio llamado Eagle a 2830 m sobre el nivel del mar. Estos AWS son operados como parte de una colaboración en curso entre China y Australia que también incluye un tercer AWS (LGB69) a 1854 m sobre el nivel del mar que ha operado desde enero de 2002. La estación en el domo A funciona con celdas solares y combustible diesel y requiere servicio y reabastecimiento de combustible anual.

## Toponimia
La denominación domo Argus (frecuentemente abreviada en la forma del idioma inglés Dome A) le ha sido dada por el 
Instituto Scott de Investigación Polar a partir del nombre del navío mítico Argo que transportó a Jasón y sus compañeros argonautas a la Cólquide en la búsqueda del Vellocino de Oro.

## Exploración
China se ha destacado en la reciente exploración de esta región tan inaccesible, hasta el punto de construir allí a inicios de 2009 una base o estación científica estival llamada Kunlun.

## Observatorio
El Instituto de Investigación Polar de China desplegó en el domo A un observatorio robótico llamado PLATO (PLATeau Observatory) en enero de 2008. PLATO fue diseñado y construido por la Universidad de Nueva Gales del Sur, de Sídney, Australia, para proporcionar una plataforma desde la cual pudieran llevarse a cabo observaciones astronómicas y como el sitio de pruebas. Varias instituciones de Australia, Estados Unidos, China y el Reino Unido proporcionaron instrumentos que se desplegaron en PLATO, estos instrumentos incluyeron CSTAR, Gattini, PreHEAT, Snodar, Nigel y las cámaras web de PLATO.
El Instituto de Aplicaciones de Teledetección de la Academia China de Ciencias estableció allí un sistema de observación basado en tecnología de red inalámbrica llamado DomeA-WSN en enero de 2008.
La Base Kunlun, la tercera estación de China en la Antártida, se estableció en el Domo A el 27 de enero de 2009. Esta base se usa en temporada estival, pero se planea desarrollarla aún más y construir un aeródromo cercano para facilitar el servicio, ya que no es accesible por helicópteros.